# Twilight Struggle
Twilight Struggle er et kortbaseret brætspil for to spillere, som udspiller sig under den kolde krig. Den ene spiller spiller som USA og den anden som Sovjetunionen. Spillet rummer elementer som statskup, risikoen for atomkrig og rumkapløbet.

## Modtagelse
Twilight Struggle vandt Charles S. Roberts pris i 2005 for Best Modern Era boardgame, og i 2006 International Gamers Award for Bedste Krigsspil (Best Wargame) og Bedste spil for 2 spillere (Best 2 Player Game). Det blev det første spil nogensinde til at vinde to International Gamers Awards. Twilight Struggle blev endda nomineret til Diana Jones Award for Excellence in Gaming. I 2007 nomineredes spillet af Games Magazine for Bedste historiske simulation (Best Historical Simulation).